# 杰克·惠特尼
杰克·惠特尼（英語：Jack Whitney）为一位美国音讯工程师。他曾赢得了2次奥斯卡奖，一次最佳音响效果奖，和一次最佳视觉奖。并在最佳音效上获得了6次提名。

## 精选影视作品
获奖：
- 巴格达大盗（英语：The Thief of Bagdad (1940 film)）（1940年-最佳视觉效果）[1]
- 汉密尔顿夫人（1941年-最佳音效）[2]

提名：
- 弗吉尼亚州的霍华德（英语：The Howards of Virginia） (1940)[1]
- 友好的敌人（英语：Friendly Enemies） (1942)[3]
- 刽子手之死（英语：Hangmen Also Die!） (1943)[4]
- 明天发生的事情（英语：It Happened Tomorrow） (1944)[5]
- 大地之光（英语：The Southerner (film)） (1945)[6]
- T人（英语：T-Men） (1947)[7]